# Le Bing: Song Hits of Paris
Le Bing: Song Hits of Paris – album studyjny piosenkarza Binga Crosby’ego wydany w 1953 roku przez Decca Records. Le Bing to album koncepcyjny, w którym wszystkie zawarte piosenki są śpiewane przez Crosby’ego w języku francuskim.
Album został wydany ponownie na płytę CD w 2013 roku pod nazwą Le Bing: Song Hits of Paris 60th Anniversary (Deluxe Edition) i zawierał nowe utwory bonusowe.

## Lista utworów (edycja LP 1953 r.)
| Tytuł                  | Długość |
| ---------------------- | ------- |
| Mademoiselle de Paris  | 3:11    |
| Embrasse-moi bien      | 3:35    |
| Mon Cœur est un Violon | 2:58    |
| La Vie en rose         | 2:54    |

| Tytuł                     | Długość |
| ------------------------- | ------- |
| La Seine                  | 2:38    |
| Au bord de l’eau          | 2:22    |
| La Mer                    | 3:37    |
| Tu ne peux pas te figurer | 3:00    |

## Lista utworów (edycja CD 2013 r. –60th Anniversary (Deluxe Edition)
| Mademoiselle de Paris |
| Embrasse-Moi Bien |
| Mon Coeur Est Un Violon |
| La Vie En Rose |
| La Seine |
| Au Bord de L'eau |
| La Mer |
| Tu Ne Peux Pas Te Figurer |
| Allez Vous En |
| Domino |
| C'est Si Bon (z Jane Morgan) |
| Where Is Your Heart |
| I Love Paris |
| All My Love (Bolero) |
| Medley: And He'd Say Ooh-La-La! Wee Wee / How You Gonna Keep 'em Down On The Farm (After They've Seen Paree) / Oui Oui, Marie (z Lindsay’em Crosbym) |
| Mademoiselle de Paris (wersja angielska) |
| Embrasse-Moi Bien (Hold Me Close) (wersja angielska)                                                                                                 |
| Embrasse-Moi Bien (wersja francuska) |
| Mon Coeur Est Un Violin |
| Cela M'Est Egal (If It's All The Same To You) (z Lindsay’em Crosbym)                                                                                 |
| La Seine (wersja angielska / francuska) (Version - Take 2)                                                                                           |
| La Seine |
| La Seine (wersja angielska / francuska) |

## Twórcy
- Bing Crosby – wokal
- Paul Durand – aranżer, dyrygent